# Pseudoraja
Pseudoraja es un género de peces de la familia de los Rajidae en el orden de los Rajiformes.

## Especies
- Pseudoraja fischeri (Bigelow & Schroeder, 1954)